# Меджеджак-Утинський
45°22′ пн. ш. 15°43′ сх. д. / 45.37° пн. ш. 15.72° сх. д.
Меджеджак-Утинський (хорв. Međeđak Utinjski) — населений пункт у Хорватії, у Карловацькій жупанії у складі громади Войнич.

## Населення
Населення за даними перепису 2011 року становило 62 осіб.
Динаміка чисельності населення поселення: